# Броштень (Нямц)
Броштень, Броштені (рум. Broșteni) — село у повіті Нямц в Румунії. Входить до складу комуни Бахна.
Село розташоване на відстані 267 км на північ від Бухареста, 35 км на південний схід від П'ятра-Нямца, 72 км на південний захід від Ясс.

## Населення
За даними перепису населення 2002 року у селі проживали 383 особи, з них 382 особи (99,7%) румунів. Рідною мовою 382 особи (99,7%) назвали румунську.